# Urgeschichte der Boston Harbor Islands

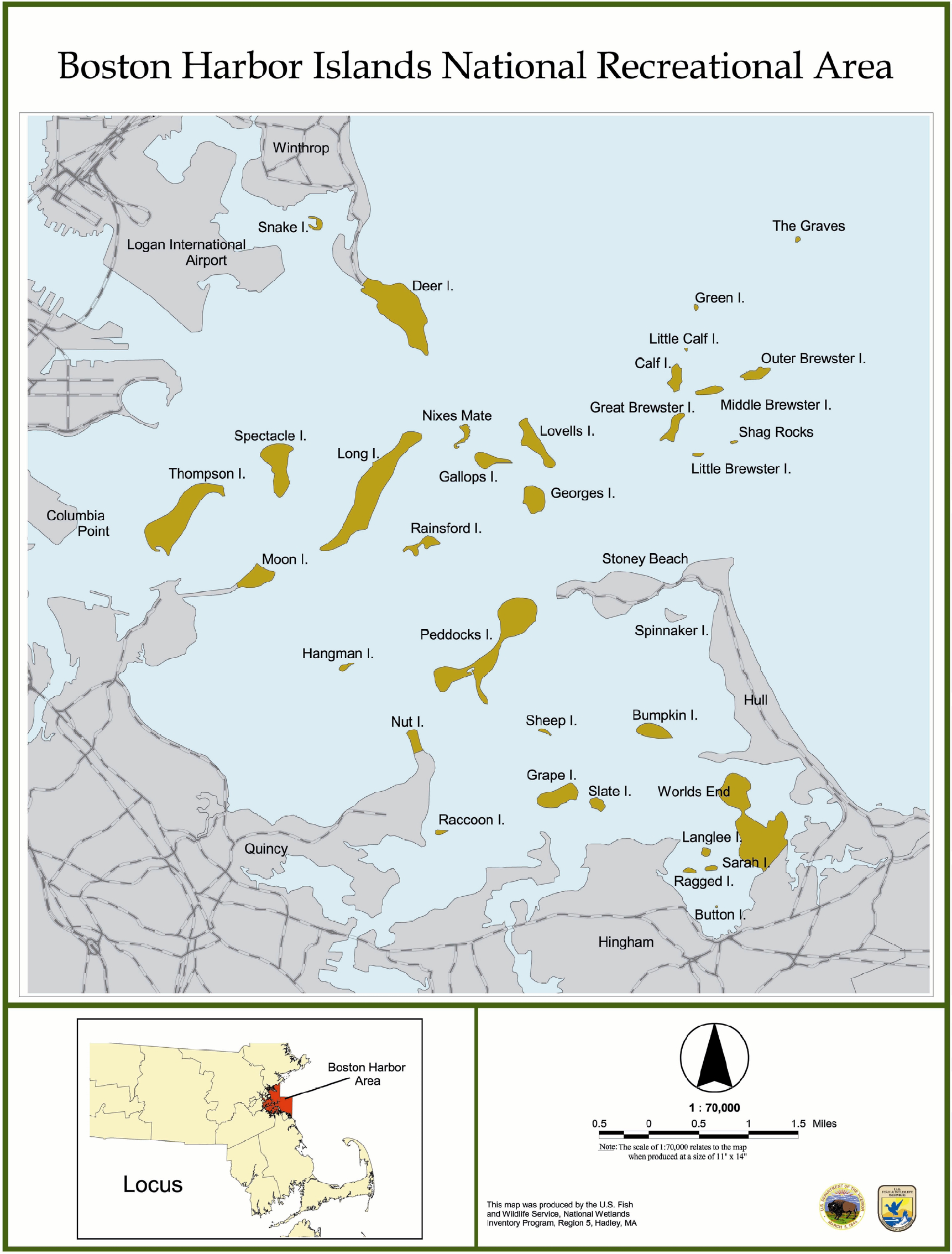
Karte der heutigen Boston Harbor Islands National Recreation Area

Die Urgeschichte der Boston Harbor Islands, einer vor der Stadt Boston im US-Bundesstaat Massachusetts gelegenen Inselgruppe, umfasst nach derzeitigem Kenntnisstand die nicht durch historische Quellen erschließbare Zeit ab etwa 7000 v. Chr. Diese nur durch archäologische Quellen zu erschließende Zeit reicht bis in das frühe 17. Jahrhundert, als mit der europäischen Zuwanderung erste Schriftquellen einsetzten. Auf den Inseln befinden sich allerdings auch sogenannte native sites aus dem 16. und 17. Jahrhundert, die zwar bereits zur im engeren Sinne historischen Epoche gehören, jedoch fast nur archäologisch greifbar sind.

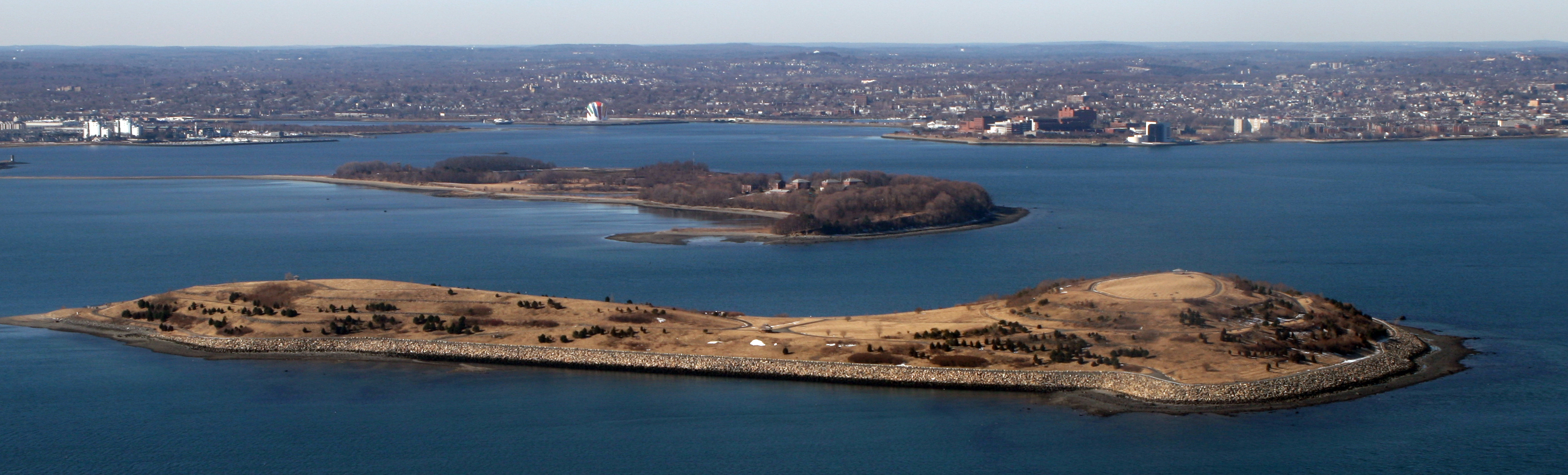
Spectacle Island

21 der 34 Inseln, die zur Inselgruppe der Boston Harbor Islands zählen, wurden in das National Register of Historic Places der Vereinigten Staaten eingetragen und werden vom National Park Service verwaltet. Auf Spectacle Island befindet sich ein Museum, das Artefakte der indigenen und der früheuropäischen Besiedlung darbietet.
Das Schutzgebiet gehört zu sechs verschiedenen Citys, nämlich Boston, Hingham, Hull, Quincy, Weymouth und Winthrop, die sich wiederum auf drei Countys verteilen, nämlich Suffolk, Norfolk und Plymouth. Nur Thompson Island ist in Privatbesitz. Während am atlantischen Küstensaum der USA fast alle indigenen Fundstätten durch Gezeiten oder Baumaßnahmen zerstört wurden, lässt sich hier die früheste Besiedlungsgeschichte erforschen. 

## Paläoindianer, Archaische Periode
Schon vor 10.000 bis 12.000 Jahren kamen Jäger, Fischer und Sammler an die Küste, sogenannte Paläoindianer. Die Wamsutta site (19-NF-70) am Neponset River ist solchen Paläoindianern zuzuweisen. Sie wurde auf (10210 ± 60 BP) datiert. Zu dieser Zeit, gegen Ende der letzten Kaltzeit, lag der Meeresspiegel über 100 m tiefer, so dass sich bis etwa 17 oder 18 km ostwärts der heutigen Küste eine Ebene erstreckte, aus der die heutigen Inseln als Drumlins herausragten, die von den Gletschern geformt worden waren. Erst um ca. 5000 v. Chr., in der Archaischen Periode, wurden aus den Hügeln durch den steigenden Meeresspiegel Inseln.
Als die ersten Paläoindianer in der Region lebten, waren die Inseln Teil eines Flusssystems, denn die Inseln entstanden erst in der spätarchaischen Zeit. In diesen frühen Epochen nutzten viele küstennah lebende Indianergruppen die Inseln in Zeiten erhöhten Nahrungsangebots durch Fisch- und Vogelwanderungen, also hier insbesondere im Herbst. Allerdings könnte es sich in einigen Fällen auch um Frühjahrs- oder Sommerlager handeln. In jedem Fall war keine der Inseln groß genug, um eine dauerhafte Ansiedlung zu ermöglichen, zumal sie im Winter aufgrund der klimatischen Bedingungen vollkommen unbewohnbar wurden. Daher wurden saisonal die küstennahen Inseln aufgesucht, während sich Spuren menschlicher Tätigkeit erst sehr viel später auf den äußeren Inseln finden.
Das nachweisbare Nahrungsspektrum umfasst 64 Tierarten, von denen Hirsche, Kabeljau und Sandklaffmuscheln bei Weitem dominierten. Letztere herrschen seit mindestens zwei Jahrtausenden unter den in der Bucht vorkommenden Muschelarten vor. Neben der Tatsache, dass Hirsche die Inseln bewohnten bzw. sie schwimmend oder über das Eis erreichten, wurden ihre Knochen wohl auch häufig mitgebracht, um, wie sich an vielen Stellen belegen lässt, dort Knochenwerkzeuge herzustellen. Ob Kabeljau einfach nur der häufigste Fisch war oder ob er besonders bevorzugt wurde, lässt sich nicht belegen.
Neben den zyklischen Unternehmungen zur Nahrungsbeschaffung lockten auch Rohstoffe die Indianer auf die Inseln. Zu diesen gehörten bestimmte Gesteinsarten, Tonlager sowie Muscheln zur Herstellung von Perlen. Zudem boten die Inseln mit ihrer beständigen Brise den Festlandsbewohnern in heißen Sommern Abkühlung, und auch Lebensmittel wurden hier rauch- oder sonnengetrocknet. Es ist jedoch unklar, ob auch soziale, religiöse oder rituelle Gründe bestanden, die Inseln aufzusuchen.
Die Lager befanden sich hauptsächlich auf den größeren Inseln und dort an den günstigsten Plätzen, d. h. an für das Anlanden von Kanus geeigneten Stellen mit Trinkwasser.

## Entstehung der Inseln (ab 1500/1000 v. Chr.)
Im Zeitraum von 1500 v. Chr. bis 500 n. Chr. entstand so eine Marschlandschaft, ab etwa 1000 v. Chr. wurden die östlichen Hügel zu Inseln. Zwischen diesen Inseln entstand eine Landschaft, die stark von den Gezeiten beeinflusst wurde. Dementsprechend siedelten sich hier Muscheln in großer Zahl an, die die Küstenbewohner in ihre Ernährungsgewohnheiten integrierten und entsprechende Fangtechniken entwickelten.
Die Überreste der Muscheln landeten auf Abfallhaufen, die oft über sehr lange Zeit genutzt wurden. Auf Spectacle Island entstand zwischen 600 und 1000 ein Muschelhügel (Køkkenmødding), der ab 1994 ausgegraben wurde. Zahlreiche Knochenspitzen für den Fischfang, aber auch Ahlen und Perlen wurden zutage gefördert. Hinzu kamen Pfeilspitzen, Messer, Schlagsteine und Tonscherben sowie das Bruchstück eines Pfeifenkopfes. Solche organischen Substanzen überdauern in den überwiegend sauren Böden von Massachusetts nur wenige Jahrzehnte.

## Waldlandperiode
In der Waldlandperiode kam als weitere Nutzung Landwirtschaft hinzu, so dass die jeweiligen Feldstücke mutmaßlich Familien gehörten. Andere mieden zunehmend den Besuch dieser Inseln. Bis um 1200 herrschten dementsprechend große Mehrkomponentenlager vor, während danach Siedlungen auf günstigem Agrarland verbreitet waren. Allerdings galten wahrscheinlich erhebliche Teile der Inseln auch weiterhin als Gemeinland.
Die Inseln wurden saisonal von Gruppen nördlich der Bucht und von solchen südlich der Bucht genutzt. Dabei lassen sich so eindeutige Unterschiede in den archäologischen Hinterlassenschaften ausmachen, dass man annimmt, diese beiden Großgruppen haben sich die Inseln entlang der heutigen Hauptfahrrinne, der Nantasket Roads, geteilt. Nur auf Thompson Island fanden sich Spuren, die auf Rituale hinweisen und darauf, dass hier sowohl die nördliche als auch die südliche Gruppe anwesend gewesen sein muss. Dass hier entsprechende rituelle Treffen und Güteraustausch stattfanden, kann als gesichert gelten. Dass diese Treffen auch zu sozialen und politischen Unternehmungen und Absprachen geführt haben, ist naheliegend.

## Archäologie
1974 waren nur 14 voreuropäische Fundstätten auf den Inseln bekannt, bis 1999 stieg diese Zahl auf etwa 60 an. Zu dieser Zeit waren einige der Inseln nur teilweise oder noch gar nicht untersucht, bei anderen zeichnete sich ab, dass die letzten Grabungen so weit zurücklagen, dass die inzwischen entwickelten neuen Methoden und Erkenntnisse erhebliches Potenzial für weitergehende Forschungen boten.
Um das Jahr 2000 herum waren die meisten der Muschelhügel bekannt, doch die Fundstellen ohne solche Hügel waren noch kaum untersucht. Einige von ihnen stammen aus mittel- oder spätarchaischer Zeit, als die shellfish beds noch nicht entwickelt waren, andere sind Epochen zuzuordnen, in denen diese Art der Ablagerung von Schalenweichtieren noch unbekannt war. Die meisten Stätten stammen dabei aus der Mittleren und Späten Waldlandperiode. Zudem dürfte es sich bei einigen Stellen um für die Landwirtschaft genutzte Gebiete gehandelt haben.
Dabei sind die Muschelhügel auf den Inseln meist weniger als 50 cm mächtig; sie bestehen aus linsenartigen Fundverdichtungen, da die Speisereste vielfach in Gruben über Jahrhunderte – in einigen Fällen sogar über Jahrtausende – eingelagert wurden.
Bei der Untersuchung der Lager auf Thompson Island I stellte sich heraus, dass die Lager im Norden bei bestimmten Steinarten eine ähnliche Zusammensetzung hatten, wie die am Nordrand der Bucht, während die südlichen Lager denen am Südrand der Bucht ähnelten. Dies bezog sich vor allem auf Saugus-Jaspis, Melrose green rhyolite (eine grüne Rhyolithart) und Braintree-Hornfels. Bei weiteren Untersuchungen stellte sich heraus, dass diese Aufteilung auch für die nördlichen und südlichen Inseln galt, so dass sich der Charles River als kulturelle Grenze erwies, die sich ostwärts fortsetzte und die Inseln aufteilte. Allerdings unterhielten die dahinter stehenden Gruppen enge Beziehungen zueinander.
Die Inseln könnten ein bevorzugter Begräbnisplatz gewesen sein, obwohl 1999 erst zwei solcher Stellen ausgegraben waren. Allerdings hat die ausgeprägte Erosion nachweislich einige Begräbnisstätten zerstört, von denen wenige bekannt sind.
Auf Rainsford Island, das 16,7 m über den Meeresspiegel aufsteigt, wurden während der Surveys von 2001 und 2002 keine urgeschichtlichen Stätten entdeckt. Mit dem ersten Käufer der Insel, Edward Raynsford, kam 1636 erstmals ein Siedler auf die Insel. Wie stark sich auch die äußeren Inseln durch Feuer bereits vor 1600 verändert hatten, erst recht aber durch die europäische Weidewirtschaft, zeigte eine Untersuchung des Jahres 2005 auf Calf Island.

## Besitz der Stadt Boston
Am 1. April 1634 wurden Spectacle Island, Deer und Hogg Island (heute die Orient Heights in East Boston) an die Town von Boston vergeben. Die Abgabenhöhe wurde auf zwei Pfund pro Jahr festgelegt. Diese Abgabenhöhe wurde am 4. März 1635 auf vier Schilling pro Jahr für diese und eine weitere Insel festgesetzt. Boston verpachtete die Inseln an 37 Engländer, die dort Landwirtschaft betreiben und Bäume fällen wollten. Sie ließen dort auch Ziegen und Schweine halten. 1640 wurde Long Island in Lots aufgeteilt und an William, Earl of Stirling vergeben. Später kam Land auf der Insel in Privatbesitz.

## Gefängnis im König-Philip-Krieg von 1675/76
Während des als King Philip’s War bezeichneten Aufstands der Indianer im südlichen Neuengland in den Jahren 1675–1676, der sich gegen die Expansion der englischen Kolonisten richtete, wurden indigene Angehörige der „praying towns“, also der christlichen Indianerdörfer, auf Deer Island, später auf Long Island eingesperrt. Diese kamen aus Marlborough und Natick. Sie wurden am 6. Oktober 1676 von Watertown auf die Inseln verbracht. Viele von ihnen starben während des Winters wegen der Kälte und mangels Nahrungsmitteln, auch hatten sie keine festen Häuser. Old Ahatton und andere Häuptlinge baten den Rat von Boston um Erlaubnis, auch auf den anderen Inseln fischen und jagen zu dürfen. Die Überlebenden durften erst im Frühjahr 1677 die Insel verlassen. Auf Deer Island befindet sich heute ein Denkmal, ein Museum in der Deer Island pump station versucht den Vorgang museumsgerecht aufzubereiten.